# 金沢市立安江金箔工芸館
金沢市立安江金箔工芸館（かなざわしりつやすえきんぱくこうげいかん）は、石川県金沢市東山一丁目にある、金箔をテーマとする博物館である。

## 概要
工芸館の建物は町屋の蔵をイメージしたもので、外壁に表示した館名や入口のロゴ、ホールの天井のドームには金箔が貼られている。

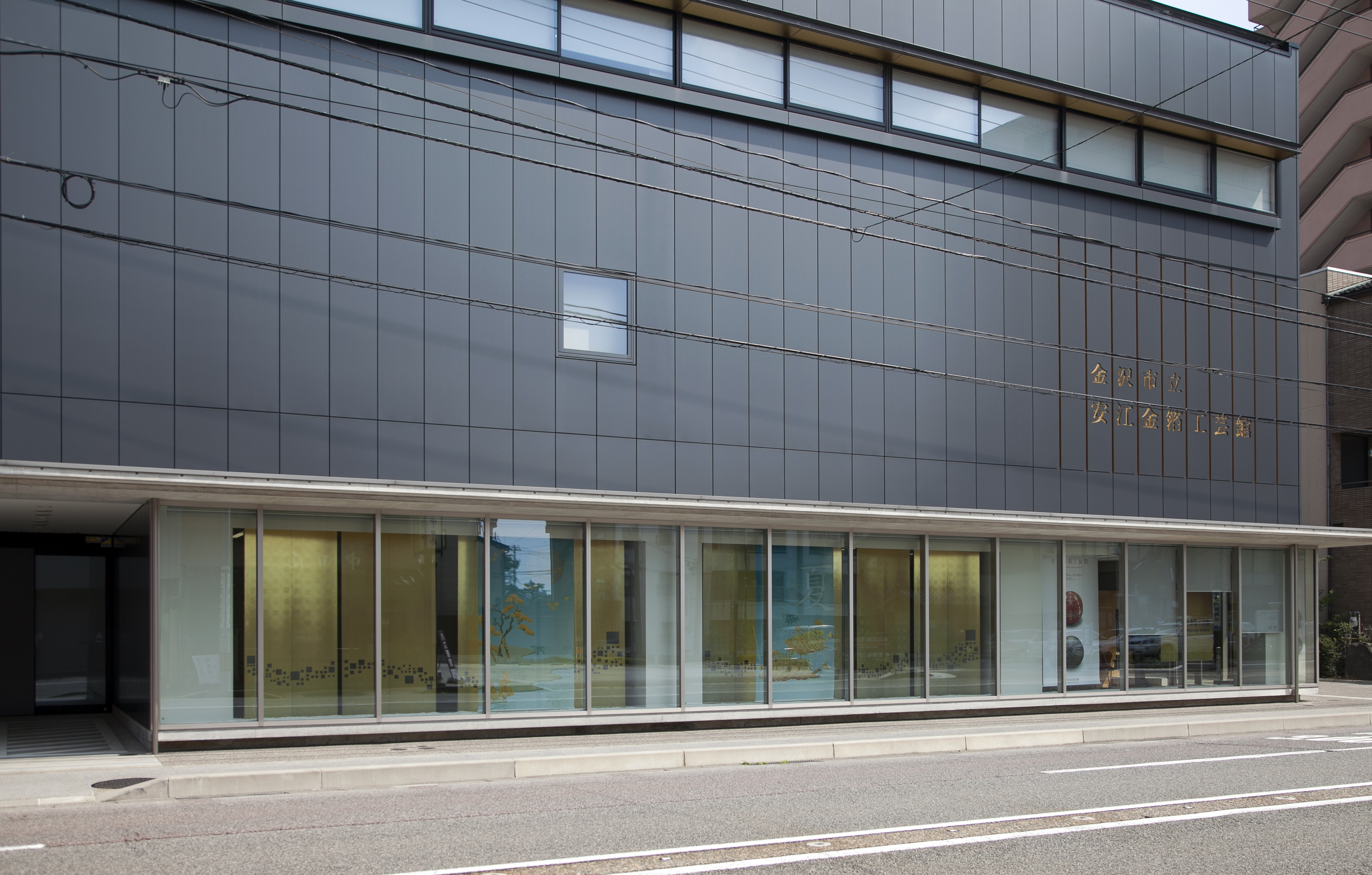

館内には金箔に関する美術工芸作品が多数所蔵されている。また、金沢箔技術振興研究所が置かれ、金沢箔の振興のために金箔に関する調査研究にも取り組んでいる。

### 施設
- 多目的展示ホール
- 常設展示室
- 企画展示室
- 映像コーナー
- 研修室
- 金沢箔技術振興研究所[2]

### コレクション
- 洛中洛外図屏風（伝 岩佐勝重作）
- 薩摩焼 色絵金襴手花生
- 松に鶴蒔絵硯箱（五十嵐随甫作）
- 能装束 庵に草花文様唐織
- 西王母（二代 山川孝次作）
- 截金十一面観音像[3]

## 歴史
金箔職人であった安江孝明は「金箔職人の誇りとその証」を後世に残したいとの思いから、自分の財産を使って、金箔にちなむ美術品や道具類を収集し、1974年に同じ金沢市内の北安江に金箔工芸館を開設した。
その後金沢市に寄贈され、日本国内で唯一の金箔博物館として運営されてきたが、周辺の状況の変化や館の老朽化のために、2010年秋に東山に新築移転された。